# Université de Stavanger
L'université de Stavanger ou UiS (norvégien : Universitetet i Stavanger) est une université publique située à Stavanger en Norvège. Elle a été fondée en 2005.

## Description
L'université de Stavanger est formée de six facultés, à quoi s'ajoute le musée archéologique de Stavanger. En 2021, elle compte 12 000 étudiants et 1 900 employés. Toutes les installations sont situées sur un même campus.
Membre de l'Association des universités européennes, l'université de Stavanger est devenue membre du Consortium européen des universités innovantes (ECIU) en octobre 2012.
Elle offre des études de maîtrise et doctorat en Alphabétisation ; Gestion des risques et sécurité sociétale ; Sciences de l'éducation; Santé et médecine ; Gestion, économie et tourisme ; Sociologie, travail social et culture et société ; Chimie et sciences biologiques ; Technologie offshore ; Technologie pétrolière ; Science et technologie ; Technologie de l'information, mathématiques et physique.
En 2018, l'université de Stavanger arrivait en 3e position au classement norvégien du nombre de publications par membre du personnel.

## Relations internationales
L'université est membre de l’Université de l'Arctique. UArctic est un réseau international d’universités, d’instituts de recherche et d’organisations ayant pour but de promouvoir, coordonner et soutenir la recherche ainsi que l’éducation en régions arctiques.

## Facultés et départements

### Faculté des arts et de l'éducation
- Département de l'éducation sportive et des sciences
- Département de l'éducation infantile
  - Centre Filiorum : Haute qualité dans l'éducation et l'accueil de la petite enfance[6]
- Département des études culturelles et des langues

### Faculté des sciences sociales
- Département d'études sociales
- Département des médias et des sciences sociales
- L'école norvégienne de gestion hôtelière

### Faculté des sciences et de la technologie
- Département de chimie, biosciences et génie de l'environnement
- Département de génie électrique et informatique
  - Stavanger AI lab[7]
- Département de génie pétrolier
- Département des ressources énergétiques
- Département de mathématiques et de physique[8]
  - Quark-Lab: Centre de recherche fondamentale en physique[9]
- Département de mécanique, génie des structures et science des matériaux
- Département d'économie industrielle, gestion des risques et planification

## Personnalités
- Ellen Nisbeth, nommée professeure associée en 2015